# Премія Асоціації кінокритиків Лос-Анджелеса 2015
Премія Асоціації кінокритиків Лос-Анджелеса 2015

6 грудня 2015
Найкращий фільм: 

«У центрі уваги»
Лауреати 41-шої церемонії вручення премії Асоціації кінокритиків Лос-Анджелеса за 2015 рік були оголошені 6 грудня 2015 року.

## Лауреати
- Найкращий фільм:
  - «У центрі уваги»

- Найкращий режисер:
  - Джордж Міллер — «Шалений Макс: Дорога гніву»

- Найкращий актор:
  - Майкл Фассбендер — «Стів Джобс»
    - Друге місце: Геца Роріг — «Син Саула»

- Найкраща акторка:
  - Шарлотта Ремплінг — «45 років»
    - Друге місце: Сірша Ронан — «Бруклін»

- Найкращий актор другого плану:
  - Майкл Шеннон — «99 будинків»
    - Друге місце: Марк Райленс — «Міст шпигунів»

- Найкраща акторка другого плану:
  - Алісія Вікандер — Ex Machina
    - Друге місце: Крістен Стюарт — «Зільс-Марія»

- Найкращий сценарій:
  - Том Маккарті, Джош Сінгер — «У центрі уваги»
    - Друге місце: Чарлі Кауфман — «Аномаліза»

- Найкращий оператор:
  - Джон Сіл — «Шалений Макс: Дорога гніву»
    - Друге місце: Едвард Лекмен — «Керол»

- Найкращий виробничий дизайн:
  - Колін Гібсон — «Шалений Макс: Дорога гніву»
    - Друге місце: Джуді Бекер — «Керол»

- Найкращий монтаж:
  - Генк Корвін — «Гра на пониження»
    - Друге місце: Маргарет Сіксель — «Шалений Макс: Дорога гніву»

- Найкращий композитор:
  - Картер Бьорвелл — «Аномаліза» / «Керол»
    - Друге місце: Енніо Морріконе — «Мерзенна вісімка»

- Найкращий іноземний фільм:
  - «Син Саула» ( Угорщина)
    - Друге місце: «Плем'я» ( Україна)

- Найкращий документальний фільм:
  - «Емі»
    - Друге місце: «Погляд тиші»

- Найкращий анімаційний фільм:
  - «Аномаліза»
    - Друге місце: «Думками навиворіт»

- Найкращий дебютний фільм:
  - Ласло Немеш — Син Саула

- Нове покоління:
  - Раян Куглер — Крід

- Нагорода за особливі заслуги:
  - Девід Шепард

- Почесна нагорода:
  - Енн В. Коутс